# جائزة جان بيير مونسيري الكبرى 2024
جائزة جان بيير مونسيري الكبرى 2024 (بالفرنسية: Grand Prix Jean-Pierre Monseré 2024)‏ هو سباق دراجات هوائية من فئة  1.1، وهو الموسم الثالث عشر من جائزة جان بيير مونسيري الكبرى، وأقيم في 3 مارس 2024 ضمن سباقات طواف أوروبا للدراجات 2024.
فاز بالمركز الأول Jarne Van de Paar ‏، وفاز بالمركز الثاني تيموثي دوبونت، وفاز بالمركز الثالث دايفيد ديكر.

## الفرق
| فرق عالمية (5)- Alpecin-Deceuninck - Arkéa-B&B Hotels - Cofidis - Intermarché-Wanty - Team dsm-firmenich PostNL فرق برو (11)- بنجوال باوليز ساوكس دبليو بي ‏ - كاجا رورال-سيغوروس 2024 ‏ - Equipo Kern Pharma ‏ - أوسكالتيل أوسكادي 2024 ‏ - Lotto Dstny - Q36.5 Pro Cycling Team ‏ - Unibet Tietema Rockets ‏ - سبورت فلاندرين بالويس ‏ - TotalEnergies - سويس ريسينغ أكادمي 2024 ‏ - أونو-إكس موبيليتي ‏ فرق قارية (9)- بيت سايكلنج 2024 ‏ - Israel Premier Tech Academy ‏ - Novapor Speedbike‏ - Parkhotel Valkenburg CT ‏ - Philippe Wagner–Bazin ‏ - Sauerland NRW-SKS Germany ‏ - سوبرانو هام ايزوريكس 2024 ‏ - كولوكويك 2024 ‏ - فولكر ويسيلز سيلينج تيم ‏ |  |
| |  |

## المشاركون
| Intermarché-Wanty IWA | Intermarché-Wanty IWA | Intermarché-Wanty IWA |
| --------------------- | --------------------- | --------------------- |
| م                     | عداء                  | مرتبة                 |
| 1                     | آرنه ماريت ‏           | 87                    |
| 2                     | Huub Artz ‏            | 72                    |
| 3                     | Vito Braet ‏           | 10                    |
| 4                     | بابتيست بلانكايرت     | لم يكمل السباق        |
| 5                     | Tim Rex‏               | 90                    |
| 6                     | Gijs Van Hoecke ‏      | 48                    |
| 7                     | Boy van Poppel ‏       | لم يكمل السباق        |

| Alpecin-Deceuninck ADC | Alpecin-Deceuninck ADC | Alpecin-Deceuninck ADC |
| ---------------------- | ---------------------- | ---------------------- |
| م                      | عداء                   | مرتبة                  |
| 11                     | Lars Boven ‏            | لم يكمل السباق         |
| 12                     | Timo Kielich ‏          | لم يكمل السباق         |
| 14                     | جنسن بلاورايت ‏         | 41                     |
| 15                     | Henri Uhlig ‏           | 7                      |
| 16                     | Siebe Roesems‏          | 67                     |
| 17                     | Stan Van Tricht ‏       | لم يكمل السباق         |

| Arkéa-B&B Hotels ARK | Arkéa-B&B Hotels ARK | Arkéa-B&B Hotels ARK |
| -------------------- | -------------------- | -------------------- |
| م                    | عداء                 | مرتبة                |
| 21                   | جينثي بيرمانز ‏       | 8                    |
| 22                   | Florian Dauphin ‏     | 30                   |
| 23                   | دايفيد ديكر          | 3                    |

| Arkéa–B&B Hôtels Continentale ‏ ___ | Arkéa–B&B Hôtels Continentale ‏ ___ | Arkéa–B&B Hôtels Continentale ‏ ___ |
| ---------------------------------- | ---------------------------------- | ---------------------------------- |
| م                                  | عداء                               | مرتبة                              |
| 24                                 | Pierre Thierry (cyclist) ‏          | 25                                 |

| Arkéa-B&B Hotels ARK | Arkéa-B&B Hotels ARK | Arkéa-B&B Hotels ARK |
| -------------------- | -------------------- | -------------------- |
| م                    | عداء                 | مرتبة                |
| 25                   | Mathis Le Berre ‏     | لم يكمل السباق       |
| 26                   | Luca Mozzato ‏        | 23                   |
| 27                   | ألان ريو ‏            | 74                   |

| Cofidis COF | Cofidis COF              | Cofidis COF    |
| ----------- | ------------------------ | -------------- |
| م           | عداء                     | مرتبة          |
| 31          | بيت اليجارت              | 64             |
| 32          | Hugo Toumire ‏            | 95             |
| 33          | Milan Fretin ‏            | 36             |
| 34          | Oliver Knight (cyclist) ‏ | لم يكمل السباق |
| 35          | Nolann Mahoudo ‏          | لم يكمل السباق |
| 36          | Christophe Noppe ‏        | 69             |

| Team dsm-firmenich PostNL DFP | Team dsm-firmenich PostNL DFP | Team dsm-firmenich PostNL DFP |
| ----------------------------- | ----------------------------- | ----------------------------- |
| م                             | عداء                          | مرتبة                         |
| 41                            | Pavel Bittner ‏                | 35                            |
| 42                            | Patrick Eddy ‏                 | 71                            |
| 43                            | الكسندر ادموندسون             | لم يكمل السباق                |
| 44                            | Enzo Leijnse ‏                 | لم يكمل السباق                |
| 45                            | Niklas Märkl ‏                 | 16                            |
| 46                            | Emīls Liepiņš ‏ (طريق)         | 63                            |
| 47                            | Tim Naberman ‏                 | لم يكمل السباق                |

| سبورت فلاندرين بالويس ‏ TFB | سبورت فلاندرين بالويس ‏ TFB | سبورت فلاندرين بالويس ‏ TFB |
| -------------------------- | -------------------------- | -------------------------- |
| م                          | عداء                       | مرتبة                      |
| 51                         | Noah Vandenbranden ‏        | لم يكمل السباق             |
| 52                         | Lars Craps ‏                | لم يكمل السباق             |
| 53                         | Lindsay De Vylder ‏         | 39                         |
| 54                         | Jasper Dejaegher ‏          | لم يكمل السباق             |
| 55                         | Jules Hesters ‏             | 12                         |
| 56                         | Yentl Vandevelde ‏          | 73                         |
| 57                         | Victor Vercouillie ‏        | 97                         |

| Lotto Dstny LTD | Lotto Dstny LTD            | Lotto Dstny LTD |
| --------------- | -------------------------- | --------------- |
| م               | عداء                       | مرتبة           |
| 61              | Jarne Van de Paar ‏         | 1               |
| 62              | Jarrad Drizners ‏           | لم يكمل السباق  |
| 63              | Lionel Taminiaux ‏          | 6               |
| 64              | جاكوبو غوارنييري           | 55              |
| 65              | Milan Menten ‏              | لم يكمل السباق  |
| 66              | Joshua Giddings (cyclist) ‏ | 22              |
| 67              | Lorenz Van de Wynkele ‏     | 27              |

| Equipo Kern Pharma ‏ EKP | Equipo Kern Pharma ‏ EKP | Equipo Kern Pharma ‏ EKP |
| ----------------------- | ----------------------- | ----------------------- |
| م                       | عداء                    | مرتبة                   |
| 71                      | Miguel Ángel Fernández ‏ | 34                      |
| 72                      | Iñigo Elosegui ‏         | 89                      |
| 73                      | فرنسيسكو غالفان         | 4                       |
| 74                      | Álex Jaime ‏             | لم يكمل السباق          |
| 75                      | Pau Miquel ‏             | 56                      |
| 76                      | Diego Uriarte ‏          | لم يكمل السباق          |
| 77                      | Danny van der Tuuk ‏     | 51                      |

| أوسكالتيل أوسكادي ‏ EUS | أوسكالتيل أوسكادي ‏ EUS    | أوسكالتيل أوسكادي ‏ EUS |
| ---------------------- | ------------------------- | ---------------------- |
| م                      | عداء                      | مرتبة                  |
| 81                     | جون ابرستوري              | 52                     |
| 82                     | Iker Bonillo ‏             | 92                     |
| 83                     | Xavier Cañellas ‏          | 49                     |
| 84                     | James Fouché ‏             | 15                     |
| 85                     | Xabier Berasategi ‏        | لم يكمل السباق         |
| 86                     | Andoni López de Abetxuko ‏ | 18                     |
| 87                     | Unai Zubeldia ‏            | لم يكمل السباق         |

| Israel Premier Tech Academy ‏ ICA | Israel Premier Tech Academy ‏ ICA | Israel Premier Tech Academy ‏ ICA |
| -------------------------------- | -------------------------------- | -------------------------------- |
| م                                | عداء                             | مرتبة                            |
| 91                               | Pier-André Côté ‏ (طريق)          | لم يبدأ                          |
| 92                               | إيتامار أينهورن (طريق)           | 26                               |
| 93                               | Karl Kurits‏                      | لم يكمل السباق                   |
| 94                               | Pau Martí ‏                       | لم يكمل السباق                   |
| 95                               | Rotem Tene ‏                      | 84                               |
| 96                               | Viggo Moore ‏                     | لم يكمل السباق                   |
| 97                               | Kiaan Watts‏                      | لم يكمل السباق                   |

| Q36.5 Pro Cycling Team ‏ Q36 | Q36.5 Pro Cycling Team ‏ Q36 | Q36.5 Pro Cycling Team ‏ Q36 |
| --------------------------- | --------------------------- | --------------------------- |
| م                           | عداء                        | مرتبة                       |
| 101                         | Marcel Camprubí ‏            | 29                          |
| 102                         | Fabio Christen ‏             | 68                          |
| 103                         | Tom Devriendt ‏              | 28                          |
| 104                         | Kamil Małecki ‏              | 31                          |
| 105                         | Cyrus Monk ‏                 | 53                          |
| 106                         | Szymon Sajnok ‏              | 13                          |
| 107                         | روري تاونسند ‏               | لم يكمل السباق              |

| Unibet Tietema Rockets ‏ TDT | Unibet Tietema Rockets ‏ TDT | Unibet Tietema Rockets ‏ TDT |
| --------------------------- | --------------------------- | --------------------------- |
| م                           | عداء                        | مرتبة                       |
| 111                         | Davide Bomboi ‏              | لم يبدأ                     |
| 112                         | Hartthijs de Vries ‏         | 24                          |
| 113                         | Owen Geleijn ‏               | لم يكمل السباق              |
| 114                         | Axel Huens ‏                 | 33                          |
| 115                         | Zeb Kyffin ‏                 | 79                          |
| 116                         | Sebastian Nielsen ‏          | 62                          |
| 117                         | Adam Ťoupalík ‏              | لم يكمل السباق              |

| TotalEnergies TEN | TotalEnergies TEN  | TotalEnergies TEN |
| ----------------- | ------------------ | ----------------- |
| م                 | عداء               | مرتبة             |
| 122               | Lucas Boniface ‏    | لم يكمل السباق    |
| 123               | Geoffrey Soupe ‏    | لم يكمل السباق    |
| 124               | Emilien Jeannière ‏ | 5                 |
| 125               | لورينزو مانزين     | 21                |
| 126               | Jason Tesson ‏      | لم يكمل السباق    |
| 127               | Baptiste Vadic ‏    | لم يكمل السباق    |

| بنجوال باوليز ساوكس دبليو بي ‏ BWB | بنجوال باوليز ساوكس دبليو بي ‏ BWB | بنجوال باوليز ساوكس دبليو بي ‏ BWB |
| --------------------------------- | --------------------------------- | --------------------------------- |
| م                                 | عداء                              | مرتبة                             |
| 131                               | Cériel Desal ‏                     | 40                                |
| 132                               | Davide Persico ‏                   | لم يكمل السباق                    |
| 133                               | Jens Reynders ‏                    | 47                                |
| 134                               | Luca De Meester ‏                  | 43                                |
| 135                               | Nathan Vandepitte ‏                | 54                                |
| 136                               | Tom Portsmouth ‏                   | 60                                |
| 137                               | لويك فليجن                        | لم يكمل السباق                    |

| سويس ريسينغ أكادمي ‏ TUD | سويس ريسينغ أكادمي ‏ TUD   | سويس ريسينغ أكادمي ‏ TUD |
| ----------------------- | ------------------------- | ----------------------- |
| م                       | عداء                      | مرتبة                   |
| 141                     | توم بولي                  | 83                      |
| 142                     | جاكوب أريكسون ‏            | 11                      |
| 143                     | Sebastian Kolze Changizi ‏ | لم يكمل السباق          |
| 144                     | Aloïs Charrin ‏            | لم يكمل السباق          |
| 145                     | Aivaras Mikutis ‏          | لم يكمل السباق          |
| 146                     | Simon Pellaud ‏            | 46                      |
| 147                     | Arnaud Tendon ‏            | 88                      |

| أونو-إكس موبيليتي ‏ UXM | أونو-إكس موبيليتي ‏ UXM | أونو-إكس موبيليتي ‏ UXM |
| ---------------------- | ---------------------- | ---------------------- |
| م                      | عداء                   | مرتبة                  |
| 151                    | Carl-Frederik Bévort ‏  | 45                     |
| 152                    | Erlend Blikra ‏         | لم يكمل السباق         |
| 153                    | Tord Gudmestad ‏        | 32                     |
| 154                    | ماركوس هانسن           | لم يبدأ                |
| 155                    | نيكلاس لارسن           | 96                     |
| 156                    | William Blume Levy ‏    | 20                     |
| 157                    | Rasmus Bøgh Wallin ‏    | 19                     |

| كاجا رورال-سيغوروس ‏ CJR | كاجا رورال-سيغوروس ‏ CJR | كاجا رورال-سيغوروس ‏ CJR |
| ----------------------- | ----------------------- | ----------------------- |
| م                       | عداء                    | مرتبة                   |
| 161                     | Daniel Babor ‏           | لم يكمل السباق          |
| 162                     | Tomáš Bárta ‏            | لم يكمل السباق          |
| 163                     | Joseba López ‏           | 42                      |
| 164                     | إدوارد براديس           | 82                      |
| 165                     | ميكال شليغل             | لم يكمل السباق          |
| 166                     | Guillermo Thomas Silva ‏ | 38                      |
| 167                     | Gorka Sorarrain ‏        | لم يكمل السباق          |

| سوبرانو هام ايزوريكس ‏ TIS | سوبرانو هام ايزوريكس ‏ TIS | سوبرانو هام ايزوريكس ‏ TIS |
| ------------------------- | ------------------------- | ------------------------- |
| م                         | عداء                      | مرتبة                     |
| 171                       | تيموثي دوبونت             | 2                         |
| 172                       | Maxime De Poorter ‏        | 50                        |
| 173                       | Torsten Demeyere‏          | 70                        |
| 174                       | Jonas Goeman‏              | 86                        |
| 175                       | Thomas Joseph ‏            | 94                        |
| 176                       | جياني مارشان              | لم يكمل السباق            |
| 177                       | Arne Santy‏                | 17                        |

| بيت سايكلنج ‏ BCY | بيت سايكلنج ‏ BCY           | بيت سايكلنج ‏ BCY |
| ---------------- | -------------------------- | ---------------- |
| م                | عداء                       | مرتبة            |
| 181              | ماتيس بوشلي                | لم يكمل السباق   |
| 182              | Michiel Coppens ‏           | لم يبدأ          |
| 183              | Stijn Appel ‏               | لم يكمل السباق   |
| 184              | Jeroen Van Krimpen‏         | لم يكمل السباق   |
| 185              | فيسل كرول ‏                 | لم يكمل السباق   |
| 186              | Lars Loohuis‏               | لم يكمل السباق   |
| 187              | Daan van Sintmaartensdijk ‏ | لم يكمل السباق   |

| Parkhotel Valkenburg CT ‏ PHV | Parkhotel Valkenburg CT ‏ PHV | Parkhotel Valkenburg CT ‏ PHV |
| ---------------------------- | ---------------------------- | ---------------------------- |
| م                            | عداء                         | مرتبة                        |
| 191                          | Mathis Avondts‏               | لم يكمل السباق               |
| 192                          | Joost Brinkman‏               | 65                           |
| 193                          | Martijn Rasenberg ‏           | لم يكمل السباق               |
| 194                          | Maxime Duba‏                  | 59                           |
| 195                          | Luke Verburg‏                 | لم يكمل السباق               |
| 196                          | Meindert Weulink‏             | 81                           |
| 197                          | Philip Heijnen ‏              | لم يكمل السباق               |

| Sauerland NRW-SKS Germany ‏ SVL | Sauerland NRW-SKS Germany ‏ SVL | Sauerland NRW-SKS Germany ‏ SVL |
| ------------------------------ | ------------------------------ | ------------------------------ |
| م                              | عداء                           | مرتبة                          |
| 201                            | Lennart Voege‏                  | لم يكمل السباق                 |
| 202                            | Henri-Johannes Appelbaum‏       | لم يكمل السباق                 |
| 203                            | Julian Borresch ‏               | 98                             |
| 205                            | Dominik Weiss‏                  | لم يكمل السباق                 |
| 206                            | Lukas van der Valk‏             | 75                             |
| 207                            | Paul Wright ‏                   | لم يكمل السباق                 |

| كولوكويك للدراجات ‏ TCQ | كولوكويك للدراجات ‏ TCQ  | كولوكويك للدراجات ‏ TCQ |
| ---------------------- | ----------------------- | ---------------------- |
| م                      | عداء                    | مرتبة                  |
| 211                    | Simon Bak ‏              | 80                     |
| 212                    | Kevin Biehl ‏            | لم يكمل السباق         |
| 213                    | Joshua Gudnitz ‏         | 14                     |
| 214                    | Nikolaj Mengel ‏         | 77                     |
| 215                    | Pelle Køster ‏           | 78                     |
| 216                    | Frederik Muff ‏          | لم يكمل السباق         |
| 217                    | Aksel Bech Skot-Hansen ‏ | لم يكمل السباق         |

| فولكر ويسيلز سيلينج تيم ‏ VWT | فولكر ويسيلز سيلينج تيم ‏ VWT | فولكر ويسيلز سيلينج تيم ‏ VWT |
| ---------------------------- | ---------------------------- | ---------------------------- |
| م                            | عداء                         | مرتبة                        |
| 221                          | Finn Crockett ‏               | لم يكمل السباق               |
| 222                          | Stijn Daemen ‏                | 66                           |
| 223                          | Jasper Haest ‏                | 91                           |
| 224                          | Jente Klaver‏                 | 85                           |
| 225                          | Coen Vermeltfoort ‏           | لم يكمل السباق               |
| 226                          | Jago Willems‏                 | 44                           |
| 227                          | Thimo Willems ‏               | 9                            |

| Philippe Wagner–Bazin ‏ PWB | Philippe Wagner–Bazin ‏ PWB | Philippe Wagner–Bazin ‏ PWB |
| -------------------------- | -------------------------- | -------------------------- |
| م                          | عداء                       | مرتبة                      |
| 231                        | بيير باربييه               | 37                         |
| 232                        | رودي باربير                | 57                         |
| 233                        | Quentin Bezza ‏             | لم يكمل السباق             |
| 234                        | Stefano Museeuw ‏           | لم يكمل السباق             |
| 235                        | Kasper Saver ‏              | 58                         |
| 236                        | Jens Vandenbogaerde ‏       | 76                         |
| 237                        | Mathias Vanoverberghe‏      | 93                         |

| Novapor Speedbike‏ NST | Novapor Speedbike‏ NST    | Novapor Speedbike‏ NST |
| --------------------- | ------------------------ | --------------------- |
| م                     | عداء                     | مرتبة                 |
| 241                   | Nikiforos Arvanitou ‏     | لم يكمل السباق        |
| 242                   | Jorre Debaele‏            | لم يكمل السباق        |
| 243                   | Nikolaos Michail Drakos‏  | لم يكمل السباق        |
| 244                   | Robbe De Ryck‏            | لم يكمل السباق        |
| 245                   | Konstantinos Pavlides‏    | لم يكمل السباق        |
| 246                   | Oliver Robinson‏          | 61                    |
| 247                   | Lukas Sulaj Kloppenborg ‏ | لم يكمل السباق        |

| Intermarché-Wanty IWA | Intermarché-Wanty IWA | Intermarché-Wanty IWA |
| --------------------- | --------------------- | --------------------- |
| م                     | عداء                  | مرتبة                 |
| 1                     | آرنه ماريت ‏           | 87                    |
| 2                     | Huub Artz ‏            | 72                    |
| 3                     | Vito Braet ‏           | 10                    |
| 4                     | بابتيست بلانكايرت     | لم يكمل السباق        |
| 5                     | Tim Rex‏               | 90                    |
| 6                     | Gijs Van Hoecke ‏      | 48                    |
| 7                     | Boy van Poppel ‏       | لم يكمل السباق        |

| Alpecin-Deceuninck ADC | Alpecin-Deceuninck ADC | Alpecin-Deceuninck ADC |
| ---------------------- | ---------------------- | ---------------------- |
| م                      | عداء                   | مرتبة                  |
| 11                     | Lars Boven ‏            | لم يكمل السباق         |
| 12                     | Timo Kielich ‏          | لم يكمل السباق         |
| 14                     | جنسن بلاورايت ‏         | 41                     |
| 15                     | Henri Uhlig ‏           | 7                      |
| 16                     | Siebe Roesems‏          | 67                     |
| 17                     | Stan Van Tricht ‏       | لم يكمل السباق         |

| Arkéa-B&B Hotels ARK | Arkéa-B&B Hotels ARK | Arkéa-B&B Hotels ARK |
| -------------------- | -------------------- | -------------------- |
| م                    | عداء                 | مرتبة                |
| 21                   | جينثي بيرمانز ‏       | 8                    |
| 22                   | Florian Dauphin ‏     | 30                   |
| 23                   | دايفيد ديكر          | 3                    |

| Arkéa–B&B Hôtels Continentale ‏ ___ | Arkéa–B&B Hôtels Continentale ‏ ___ | Arkéa–B&B Hôtels Continentale ‏ ___ |
| ---------------------------------- | ---------------------------------- | ---------------------------------- |
| م                                  | عداء                               | مرتبة                              |
| 24                                 | Pierre Thierry (cyclist) ‏          | 25                                 |

| Arkéa-B&B Hotels ARK | Arkéa-B&B Hotels ARK | Arkéa-B&B Hotels ARK |
| -------------------- | -------------------- | -------------------- |
| م                    | عداء                 | مرتبة                |
| 25                   | Mathis Le Berre ‏     | لم يكمل السباق       |
| 26                   | Luca Mozzato ‏        | 23                   |
| 27                   | ألان ريو ‏            | 74                   |

| Cofidis COF | Cofidis COF              | Cofidis COF    |
| ----------- | ------------------------ | -------------- |
| م           | عداء                     | مرتبة          |
| 31          | بيت اليجارت              | 64             |
| 32          | Hugo Toumire ‏            | 95             |
| 33          | Milan Fretin ‏            | 36             |
| 34          | Oliver Knight (cyclist) ‏ | لم يكمل السباق |
| 35          | Nolann Mahoudo ‏          | لم يكمل السباق |
| 36          | Christophe Noppe ‏        | 69             |

| Team dsm-firmenich PostNL DFP | Team dsm-firmenich PostNL DFP | Team dsm-firmenich PostNL DFP |
| ----------------------------- | ----------------------------- | ----------------------------- |
| م                             | عداء                          | مرتبة                         |
| 41                            | Pavel Bittner ‏                | 35                            |
| 42                            | Patrick Eddy ‏                 | 71                            |
| 43                            | الكسندر ادموندسون             | لم يكمل السباق                |
| 44                            | Enzo Leijnse ‏                 | لم يكمل السباق                |
| 45                            | Niklas Märkl ‏                 | 16                            |
| 46                            | Emīls Liepiņš ‏ (طريق)         | 63                            |
| 47                            | Tim Naberman ‏                 | لم يكمل السباق                |

| سبورت فلاندرين بالويس ‏ TFB | سبورت فلاندرين بالويس ‏ TFB | سبورت فلاندرين بالويس ‏ TFB |
| -------------------------- | -------------------------- | -------------------------- |
| م                          | عداء                       | مرتبة                      |
| 51                         | Noah Vandenbranden ‏        | لم يكمل السباق             |
| 52                         | Lars Craps ‏                | لم يكمل السباق             |
| 53                         | Lindsay De Vylder ‏         | 39                         |
| 54                         | Jasper Dejaegher ‏          | لم يكمل السباق             |
| 55                         | Jules Hesters ‏             | 12                         |
| 56                         | Yentl Vandevelde ‏          | 73                         |
| 57                         | Victor Vercouillie ‏        | 97                         |

| Lotto Dstny LTD | Lotto Dstny LTD            | Lotto Dstny LTD |
| --------------- | -------------------------- | --------------- |
| م               | عداء                       | مرتبة           |
| 61              | Jarne Van de Paar ‏         | 1               |
| 62              | Jarrad Drizners ‏           | لم يكمل السباق  |
| 63              | Lionel Taminiaux ‏          | 6               |
| 64              | جاكوبو غوارنييري           | 55              |
| 65              | Milan Menten ‏              | لم يكمل السباق  |
| 66              | Joshua Giddings (cyclist) ‏ | 22              |
| 67              | Lorenz Van de Wynkele ‏     | 27              |

| Equipo Kern Pharma ‏ EKP | Equipo Kern Pharma ‏ EKP | Equipo Kern Pharma ‏ EKP |
| ----------------------- | ----------------------- | ----------------------- |
| م                       | عداء                    | مرتبة                   |
| 71                      | Miguel Ángel Fernández ‏ | 34                      |
| 72                      | Iñigo Elosegui ‏         | 89                      |
| 73                      | فرنسيسكو غالفان         | 4                       |
| 74                      | Álex Jaime ‏             | لم يكمل السباق          |
| 75                      | Pau Miquel ‏             | 56                      |
| 76                      | Diego Uriarte ‏          | لم يكمل السباق          |
| 77                      | Danny van der Tuuk ‏     | 51                      |

| أوسكالتيل أوسكادي ‏ EUS | أوسكالتيل أوسكادي ‏ EUS    | أوسكالتيل أوسكادي ‏ EUS |
| ---------------------- | ------------------------- | ---------------------- |
| م                      | عداء                      | مرتبة                  |
| 81                     | جون ابرستوري              | 52                     |
| 82                     | Iker Bonillo ‏             | 92                     |
| 83                     | Xavier Cañellas ‏          | 49                     |
| 84                     | James Fouché ‏             | 15                     |
| 85                     | Xabier Berasategi ‏        | لم يكمل السباق         |
| 86                     | Andoni López de Abetxuko ‏ | 18                     |
| 87                     | Unai Zubeldia ‏            | لم يكمل السباق         |

| Israel Premier Tech Academy ‏ ICA | Israel Premier Tech Academy ‏ ICA | Israel Premier Tech Academy ‏ ICA |
| -------------------------------- | -------------------------------- | -------------------------------- |
| م                                | عداء                             | مرتبة                            |
| 91                               | Pier-André Côté ‏ (طريق)          | لم يبدأ                          |
| 92                               | إيتامار أينهورن (طريق)           | 26                               |
| 93                               | Karl Kurits‏                      | لم يكمل السباق                   |
| 94                               | Pau Martí ‏                       | لم يكمل السباق                   |
| 95                               | Rotem Tene ‏                      | 84                               |
| 96                               | Viggo Moore ‏                     | لم يكمل السباق                   |
| 97                               | Kiaan Watts‏                      | لم يكمل السباق                   |

| Q36.5 Pro Cycling Team ‏ Q36 | Q36.5 Pro Cycling Team ‏ Q36 | Q36.5 Pro Cycling Team ‏ Q36 |
| --------------------------- | --------------------------- | --------------------------- |
| م                           | عداء                        | مرتبة                       |
| 101                         | Marcel Camprubí ‏            | 29                          |
| 102                         | Fabio Christen ‏             | 68                          |
| 103                         | Tom Devriendt ‏              | 28                          |
| 104                         | Kamil Małecki ‏              | 31                          |
| 105                         | Cyrus Monk ‏                 | 53                          |
| 106                         | Szymon Sajnok ‏              | 13                          |
| 107                         | روري تاونسند ‏               | لم يكمل السباق              |

| Unibet Tietema Rockets ‏ TDT | Unibet Tietema Rockets ‏ TDT | Unibet Tietema Rockets ‏ TDT |
| --------------------------- | --------------------------- | --------------------------- |
| م                           | عداء                        | مرتبة                       |
| 111                         | Davide Bomboi ‏              | لم يبدأ                     |
| 112                         | Hartthijs de Vries ‏         | 24                          |
| 113                         | Owen Geleijn ‏               | لم يكمل السباق              |
| 114                         | Axel Huens ‏                 | 33                          |
| 115                         | Zeb Kyffin ‏                 | 79                          |
| 116                         | Sebastian Nielsen ‏          | 62                          |
| 117                         | Adam Ťoupalík ‏              | لم يكمل السباق              |

| TotalEnergies TEN | TotalEnergies TEN  | TotalEnergies TEN |
| ----------------- | ------------------ | ----------------- |
| م                 | عداء               | مرتبة             |
| 122               | Lucas Boniface ‏    | لم يكمل السباق    |
| 123               | Geoffrey Soupe ‏    | لم يكمل السباق    |
| 124               | Emilien Jeannière ‏ | 5                 |
| 125               | لورينزو مانزين     | 21                |
| 126               | Jason Tesson ‏      | لم يكمل السباق    |
| 127               | Baptiste Vadic ‏    | لم يكمل السباق    |

| بنجوال باوليز ساوكس دبليو بي ‏ BWB | بنجوال باوليز ساوكس دبليو بي ‏ BWB | بنجوال باوليز ساوكس دبليو بي ‏ BWB |
| --------------------------------- | --------------------------------- | --------------------------------- |
| م                                 | عداء                              | مرتبة                             |
| 131                               | Cériel Desal ‏                     | 40                                |
| 132                               | Davide Persico ‏                   | لم يكمل السباق                    |
| 133                               | Jens Reynders ‏                    | 47                                |
| 134                               | Luca De Meester ‏                  | 43                                |
| 135                               | Nathan Vandepitte ‏                | 54                                |
| 136                               | Tom Portsmouth ‏                   | 60                                |
| 137                               | لويك فليجن                        | لم يكمل السباق                    |

| سويس ريسينغ أكادمي ‏ TUD | سويس ريسينغ أكادمي ‏ TUD   | سويس ريسينغ أكادمي ‏ TUD |
| ----------------------- | ------------------------- | ----------------------- |
| م                       | عداء                      | مرتبة                   |
| 141                     | توم بولي                  | 83                      |
| 142                     | جاكوب أريكسون ‏            | 11                      |
| 143                     | Sebastian Kolze Changizi ‏ | لم يكمل السباق          |
| 144                     | Aloïs Charrin ‏            | لم يكمل السباق          |
| 145                     | Aivaras Mikutis ‏          | لم يكمل السباق          |
| 146                     | Simon Pellaud ‏            | 46                      |
| 147                     | Arnaud Tendon ‏            | 88                      |

| أونو-إكس موبيليتي ‏ UXM | أونو-إكس موبيليتي ‏ UXM | أونو-إكس موبيليتي ‏ UXM |
| ---------------------- | ---------------------- | ---------------------- |
| م                      | عداء                   | مرتبة                  |
| 151                    | Carl-Frederik Bévort ‏  | 45                     |
| 152                    | Erlend Blikra ‏         | لم يكمل السباق         |
| 153                    | Tord Gudmestad ‏        | 32                     |
| 154                    | ماركوس هانسن           | لم يبدأ                |
| 155                    | نيكلاس لارسن           | 96                     |
| 156                    | William Blume Levy ‏    | 20                     |
| 157                    | Rasmus Bøgh Wallin ‏    | 19                     |

| كاجا رورال-سيغوروس ‏ CJR | كاجا رورال-سيغوروس ‏ CJR | كاجا رورال-سيغوروس ‏ CJR |
| ----------------------- | ----------------------- | ----------------------- |
| م                       | عداء                    | مرتبة                   |
| 161                     | Daniel Babor ‏           | لم يكمل السباق          |
| 162                     | Tomáš Bárta ‏            | لم يكمل السباق          |
| 163                     | Joseba López ‏           | 42                      |
| 164                     | إدوارد براديس           | 82                      |
| 165                     | ميكال شليغل             | لم يكمل السباق          |
| 166                     | Guillermo Thomas Silva ‏ | 38                      |
| 167                     | Gorka Sorarrain ‏        | لم يكمل السباق          |

| سوبرانو هام ايزوريكس ‏ TIS | سوبرانو هام ايزوريكس ‏ TIS | سوبرانو هام ايزوريكس ‏ TIS |
| ------------------------- | ------------------------- | ------------------------- |
| م                         | عداء                      | مرتبة                     |
| 171                       | تيموثي دوبونت             | 2                         |
| 172                       | Maxime De Poorter ‏        | 50                        |
| 173                       | Torsten Demeyere‏          | 70                        |
| 174                       | Jonas Goeman‏              | 86                        |
| 175                       | Thomas Joseph ‏            | 94                        |
| 176                       | جياني مارشان              | لم يكمل السباق            |
| 177                       | Arne Santy‏                | 17                        |

| بيت سايكلنج ‏ BCY | بيت سايكلنج ‏ BCY           | بيت سايكلنج ‏ BCY |
| ---------------- | -------------------------- | ---------------- |
| م                | عداء                       | مرتبة            |
| 181              | ماتيس بوشلي                | لم يكمل السباق   |
| 182              | Michiel Coppens ‏           | لم يبدأ          |
| 183              | Stijn Appel ‏               | لم يكمل السباق   |
| 184              | Jeroen Van Krimpen‏         | لم يكمل السباق   |
| 185              | فيسل كرول ‏                 | لم يكمل السباق   |
| 186              | Lars Loohuis‏               | لم يكمل السباق   |
| 187              | Daan van Sintmaartensdijk ‏ | لم يكمل السباق   |

| Parkhotel Valkenburg CT ‏ PHV | Parkhotel Valkenburg CT ‏ PHV | Parkhotel Valkenburg CT ‏ PHV |
| ---------------------------- | ---------------------------- | ---------------------------- |
| م                            | عداء                         | مرتبة                        |
| 191                          | Mathis Avondts‏               | لم يكمل السباق               |
| 192                          | Joost Brinkman‏               | 65                           |
| 193                          | Martijn Rasenberg ‏           | لم يكمل السباق               |
| 194                          | Maxime Duba‏                  | 59                           |
| 195                          | Luke Verburg‏                 | لم يكمل السباق               |
| 196                          | Meindert Weulink‏             | 81                           |
| 197                          | Philip Heijnen ‏              | لم يكمل السباق               |

| Sauerland NRW-SKS Germany ‏ SVL | Sauerland NRW-SKS Germany ‏ SVL | Sauerland NRW-SKS Germany ‏ SVL |
| ------------------------------ | ------------------------------ | ------------------------------ |
| م                              | عداء                           | مرتبة                          |
| 201                            | Lennart Voege‏                  | لم يكمل السباق                 |
| 202                            | Henri-Johannes Appelbaum‏       | لم يكمل السباق                 |
| 203                            | Julian Borresch ‏               | 98                             |
| 205                            | Dominik Weiss‏                  | لم يكمل السباق                 |
| 206                            | Lukas van der Valk‏             | 75                             |
| 207                            | Paul Wright ‏                   | لم يكمل السباق                 |

| كولوكويك للدراجات ‏ TCQ | كولوكويك للدراجات ‏ TCQ  | كولوكويك للدراجات ‏ TCQ |
| ---------------------- | ----------------------- | ---------------------- |
| م                      | عداء                    | مرتبة                  |
| 211                    | Simon Bak ‏              | 80                     |
| 212                    | Kevin Biehl ‏            | لم يكمل السباق         |
| 213                    | Joshua Gudnitz ‏         | 14                     |
| 214                    | Nikolaj Mengel ‏         | 77                     |
| 215                    | Pelle Køster ‏           | 78                     |
| 216                    | Frederik Muff ‏          | لم يكمل السباق         |
| 217                    | Aksel Bech Skot-Hansen ‏ | لم يكمل السباق         |

| فولكر ويسيلز سيلينج تيم ‏ VWT | فولكر ويسيلز سيلينج تيم ‏ VWT | فولكر ويسيلز سيلينج تيم ‏ VWT |
| ---------------------------- | ---------------------------- | ---------------------------- |
| م                            | عداء                         | مرتبة                        |
| 221                          | Finn Crockett ‏               | لم يكمل السباق               |
| 222                          | Stijn Daemen ‏                | 66                           |
| 223                          | Jasper Haest ‏                | 91                           |
| 224                          | Jente Klaver‏                 | 85                           |
| 225                          | Coen Vermeltfoort ‏           | لم يكمل السباق               |
| 226                          | Jago Willems‏                 | 44                           |
| 227                          | Thimo Willems ‏               | 9                            |

| Philippe Wagner–Bazin ‏ PWB | Philippe Wagner–Bazin ‏ PWB | Philippe Wagner–Bazin ‏ PWB |
| -------------------------- | -------------------------- | -------------------------- |
| م                          | عداء                       | مرتبة                      |
| 231                        | بيير باربييه               | 37                         |
| 232                        | رودي باربير                | 57                         |
| 233                        | Quentin Bezza ‏             | لم يكمل السباق             |
| 234                        | Stefano Museeuw ‏           | لم يكمل السباق             |
| 235                        | Kasper Saver ‏              | 58                         |
| 236                        | Jens Vandenbogaerde ‏       | 76                         |
| 237                        | Mathias Vanoverberghe‏      | 93                         |

| Novapor Speedbike‏ NST | Novapor Speedbike‏ NST    | Novapor Speedbike‏ NST |
| --------------------- | ------------------------ | --------------------- |
| م                     | عداء                     | مرتبة                 |
| 241                   | Nikiforos Arvanitou ‏     | لم يكمل السباق        |
| 242                   | Jorre Debaele‏            | لم يكمل السباق        |
| 243                   | Nikolaos Michail Drakos‏  | لم يكمل السباق        |
| 244                   | Robbe De Ryck‏            | لم يكمل السباق        |
| 245                   | Konstantinos Pavlides‏    | لم يكمل السباق        |
| 246                   | Oliver Robinson‏          | 61                    |
| 247                   | Lukas Sulaj Kloppenborg ‏ | لم يكمل السباق        |

## التصنيف العام النهائي
| التصنيف العام         | التصنيف العام      | التصنيف العام            | التصنيف العام | التصنيف العام |
| العداء                | العداء             | الفريق                   | الوقت         |               |
| --------------------- | ------------------ | ------------------------ | ------------- | ------------- |
| 1                     | Jarne Van de Paar ‏ | Lotto Dstny              | 4 س 42 د 59 ث |               |
| 2                     | تيموثي دوبونت      | سوبرانو هام ايزوريكس ‏    | + 0 ث         |               |
| 3                     | دايفيد ديكر        | Arkéa-B&B Hotels         | + 0 ث         |               |
| 4                     | فرنسيسكو غالفان    | Equipo Kern Pharma ‏      | + 0 ث         |               |
| 5                     | Emilien Jeannière ‏ | TotalEnergies            | + 0 ث         |               |
| 6                     | Lionel Taminiaux ‏  | Lotto Dstny              | + 0 ث         |               |
| 7                     | Henri Uhlig ‏       | Alpecin-Deceuninck       | + 0 ث         |               |
| 8                     | جينثي بيرمانز ‏     | Arkéa-B&B Hotels         | + 0 ث         |               |
| 9                     | Thimo Willems ‏     | فولكر ويسيلز سيلينج تيم ‏ | + 0 ث         |               |
| 10                    | Vito Braet ‏        | Intermarché-Wanty        | + 0 ث         |               |
|                       |                    |                          |               |               |
| مصدر: ProCyclingStats |                    |                          |               |               |

## وصلات خارجية
- لمحة عن سباق جائزة جان بيير مونسيري الكبرى 2024 على موقع  ProCyclingStats   (برو  سايكلنج  ستاتس) - إحصاءات  محترفي  الدراجات.
- جائزة جان بيير مونسيري الكبرى 2024 على موقع إحصائيات الدراجات الإحترافية (الإنجليزية)